# 141 TCN
Năm 141 TCN là một năm trong lịch Julius. 